# Adolf Johansson (präst)
Carl Adolf Johansson, född 22 juli 1853 i Värna församling i Östergötlands län, död 28 augusti 1940 i Oscars församling i Stockholm, var en svensk präst.
Adolf Johansson var son till folkskolläraren och organisten Jonas Peter Johansson och Ulrika Eleonora Zetterstrand. Efter studier i Linköping, började han 1876 i Uppsala, där han avlade teoretisk-teologisk examen och praktisk-teologisk examen 1878. Efter prästvigningen samma år blev han brukspredikant vid Överum 1883, utsågs till komminister i Vallerstads församling 1883 men tillträdde inte, utan återvände som brukspredikant vid Överum 1885. Han blev kyrkoherde i Vists församling 1889, kyrkoherde i Lovö församling och slottspastor vid Drottningholm av Uppsala ärkestift 1901 och tjänstgjorde som extra ordinarie hovpredikant 1901. Adolf Johansson blev kyrkoherde i Karlskrona stadsförsamling av Lunds stift 1904, kyrkoherde i Mjölby församling 1908 och var kontraktsprost i Vifolka och Valkebo kontrakt 1915–1931. Året efter blev han emeritus. Johansson var inspektor för Mjölby samrealskola 1929–1932. Han hade flera utmärkelser.
Johansson gifte sig 1881 med Maria Norlén (1857–1936), dotter till kyrkoherde Johan August Norlén och Aurora Gustava Mellin. De fick sju barn: Gerda (1882–1884). Gunnar Norlén (1884–1966), fil. lic., amanuens i Stockholm. Torsten (född och död 1886). Einar Norlén (1887–1965), journalist och författare. Tage (1889–1928), musikdirektör. Karin (1891–1981), skolkökslärarinna, gift med Ragnar Rung, mäklare i Stockholm. Börje (1895–1919), musikdirektör. Helge (1898–1974), ingenjör i Stockholm.
Adolf Johansson är begravd i familjegrav på Mjölby kyrkogård.

## Mer läsning
- Olén, Gunnar (1965). ”Läsarpräst och kungl. hovpredikant”. Blekinge kyrkliga hembygdskalender 1965,:  sid. 46-57 : ill.. Libris 10957882